# Kartika Airlines
Kartika Airlines — бывшая авиакомпания Индонезии. Авиакомпания базировалась в Джакарте в международном аэропорту Сукарно-Хатта. Некоторое время выполняла только внутренние авиарейсы. Полностью не осуществляет полёты с 2010 года.

## История

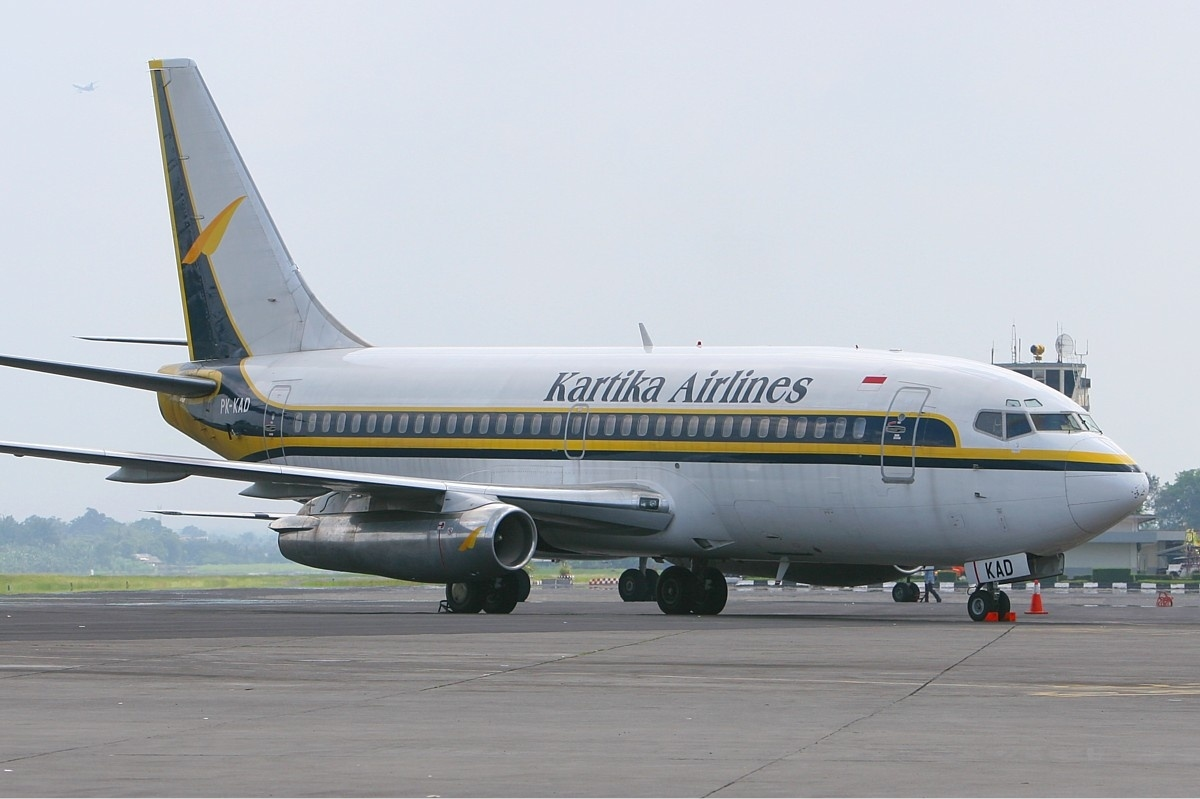
Boeing 737-200 (рег. PK-KAD) авиакомпании Kartika Airlines, 2006 год

Авиакомпания была создана в начале 2001 года и начала осуществлять полёты 15 мая того же года. Kartika Airlines целиком принадлежала компании PT Truba. В ноябре 2004 года её деятельность была приостановлена, а 15 июня 2005 года, после того как компания перешла к PT Intra Asia Corpora, возобновила свою работу. Авиакомпания на своих маршрутах предлагала специальные цены для студентов и людей старше 60 лет.
С 2007 года из-за не соблюдения стандартов безопасности в сфере гражданской авиации Kartika Airlines внесена в Список авиакомпаний с запретом на полёты в страны Евросоюза. В апреле 2008 года Министерство транспорта Республики Индонезия заморозило разрешение на международные полёты, поскольку Kartika Airlines не соответствовала минимальным требованиям для их осуществления. В декабре 2008 года между ГСС и Kartika Airlines было подписано соглашение на поставку 15 самолётов Sukhoi Superjet 100 в базовой конфигурации с опционом на 15 машин. Общая сумма договора оценивалась в 448 миллионов долларов. Поставки новых самолётов должны были начаться с 2011 года.
21 июля 2009 года Индонезийское управление гражданской авиации отнесла авиакомпанию ко второй категории авиакомпаний Индонезии за качество обслуживания и безопасность полётов.
В 2010 году на авиасалоне в Фарнборо между ГСС и Kartika Airlines был перезаключён твёрдый контракт на поставку самолётов SSJ100, по которому авиакомпания получала все 30 самолётов за 951 миллион долларов со сроками поставки в 2012 —2015 годах. В этом же году авиакомпания вновь прервала свою операционную деятельность, и до 1 марта 2013 года не выполнила ни одного регулярного рейса. 1 марта 2013 появилась информация, что контракт на поставку SSJ100 под угрозой срыва, а через два дня представители ГСС сообщили, что вынуждены отменить контракт с Kartika Airlines, так как со стороны авиакомпании не были выполнены финансовые условия. 4 марта 2013 года было объявлено, что авиакомпания Kartika Airlines закрыта и операционную деятельность вести не будет.

## География полётов
На внутренних рейсах авиакомпания выполняла в разное время рейсы из Джакарты в Паданг, Денпасар, Таракан, Манадо, Макасар, Банджармасин, Баликпапан, Тернате, Семаранг, Сурабая, Понтианак, Паланкарая, Батам, Медан, Джамби, Палембанг, Пинанг.
На международных направлениях: Пенанг, Куала-Лумпур, Ипох, Джохор-Бару (Малайзия);  Гонконг (Гонконг); Сингапур (Сингапур); Тайбэй (Тайвань).

## Флот
В разное время Kartika Airlines использовала следующие типы воздушных судов: Boeing 737-200, Boeing 737-400, Boeing 737-500, McDonnell Douglas MD-83.